# The Way of the Dog
«The Way of the Dog» (с англ. — «Путь пса») — последняя, двадцать вторая, серия тридцать первого сезона мультсериала «Симпсоны». Впервые вышла 17 мая 2020 года в США на телеканале «Fox».
Серия посвящена музыканту Литл Ричарду, который умер за 8 дней до выхода эпизода в возрасте 87 лет. Ричард играл самого себя в серии 14 сезона «Special Edna».

## Сюжет
Маленький Помощник Санты спит в доме Симпсонов. Он просыпается от запаха попкорна, приготовленного Мардж как украшение на новогоднюю ёлку. Когда Мардж пытается надеть шляпу Санты на пёсика для рождественской семейной открытки, тот боится, вспоминая прошлое, и сопротивляется.
Вскоре, когда семья возвращается из магазина с подарками, они обнаруживают, что диван погрызён Маленьким Помощником Санты, а сам пёс прижат на кухне и смотрит на пятно. Лиза предлагает отвести его к собачьему психологу Элейн Вульф.
Они приводят его в Спрингфилдский колледж, где Элейн читает лекцию. После лекции Симпсоны встречаются с Элейн на парковке, однако она отказывается им помогать, хотя и сочувствует собаке.
Дома, когда Мардж пытается взять шляпу Санты, чтобы почистить, Помощник Санты кусает хозяйку. Симпсоны отводят питомца к врачу, который предлагает усыпить пса, но семья отказываются.
Симпсоны принимают меры, чтобы держать собаку снаружи дома, но это безуспешно. Шеф Виггам приходит в дом Симпсонов и сообщает, что по закону, после укуса хозяина, служба контроля за животными должна забрать Маленького Помощника Санты. Внезапно к Симпсоном приходит Элейн и забирает его с собой в Институт когнитивно-поведенческой терапии.
В институте Маленькому Помощнику Санты во сне вспоминает, как предыдущий хозяин забрал его у матери. Чтобы пёс лучше спал Элейн даёт ему таблетку.
Тем временем без собаки в комнате Барта вся семья Симпсонов собирается, чтобы утешить мальчика и помолиться к Святому Бернарду, покровителю всех собак. Однако Гомер говорит, что Маленький Помощник Санты может быть потерян навсегда, из-за чего Барт плачет.
На следующий день Элейн спрашивает Помощника Санты, как он относится к семье, на что пёсик радостно реагирует. Во время этого приезжает Клейтон, любовник Элейн. Он делает ей предложение, и предлагает улететь вместе в Тоскану. Однако, Элейн отказывается, говоря, что проблемы Маленького Помощника Санты сейчас важнее.
В институте Маленький Помощник Санты нападает на другую собаку, защищая своё ложе. Элейн узнаёт, что там пёс спрятал шляпу Санты, причину своего поведения. Она забирает его домой к Симпсонам. Барт вспоминает, что в этой шляпе Барт был в тот вечер, когда они его приютили. Элейн говорит, что собаке приходится противостоять своему предыдущему владельцу из-за вызванного посттравматического стресса.
У себя дома Лес Мур, бывший владелец Маленького Помощника Санты, рассказывает историю о том, как он отлучил пса от матери Бисквитки (англ. She Biscuit). Поскольку, пёсик прибегал к ней быстрее всех, он был идеальным для собачьих бегов. Все Симпсоны по очереди бьют Мура за его поступок, пока во дворе Маленький Помощник Санты, наконец, не воссоединится с его матерью.
В финальной сцене семья берёт Бисквитку к себе домой, решая все проблемы.

## Производство
Идея создания серии о ПТСР у Маленького Помощника Санты принадлежит продюсеру Джеймсу Бруксу. Его вдохновила книга «Inside Of a Dog» (с англ. — «Внутри собаки») когнитивной учёной Александры Горовиц.
Актриса Кейт Бланшетт, озвучившая Элейн, сначала хотела дать персонажу свой австралийский акцент. Однако, при записи реплик, она сразу же отказалась от этой идеи.
В презентации Института когнитивно-поведенческой терапии были задействованы прототипы нескольких настоящих собак производственной группы. Например, собака, которую обслуживают в ресторане — это собака режиссёра серии Мэттью Фонана, Вивьен.
Сценаристка серии Кэролин Омайн отметила, что поскольку в сериале в течение 30 лет никто (включая персонажа Маленького Помощника Санты) не стареет, то естественно его мать Бисквитка всего на несколько лет старше него.

## Культурные отсылки и интересные факты
- Когда Маленького Помощника Санты фотографируют, на фото у него зелёные, а не красные глаза. Это связано с физиологическими особенностями собак[6].

## Отзывы
Во время премьеры на канале «Fox» серию просмотрели 1,89 млн человек с рейтингом 0.6, что сделало его самым популярным шоу на канале «Fox» в ту ночь.
Деннис Перкинс из «The A.V. Club» дал эпизоду оценку B, похвалив эпизод за попытку серьёзно изучить характер Маленького Помощника Санты, но отметил, что финал был слишком сентиментальным
Тони Сокол из «Den of Geek» дал эпизоду четыре из пяти звёзд, похвалив эпизод за эмоциональную глубину и способность сделать прошлое шоу более богатым.
На сайте The NoHomers Club согласно голосованию большинство фанатов оценили серию на 5/5 со средней оценкой 4.5/5.